# مقاطعة تشانغوا
مقاطعة تشانغوا هي أصغر مقاطعة في جزيرة تايوان الرئيسية، ورابع أصغر مقاطعة في البلد. يبلغ مجموع سكان مقاطعة تشانجوا 1.3 مليون نسمة، وهي أكثر المقاطعات سكانًا في تايوان.

## وصلات خارجية
- Changhua County Government